# Carlos María Domínguez
Carlos María Domínguez OAR (ur. 23 grudnia 1965 w San Martin) – argentyński duchowny katolicki, biskup pomocniczy San Juan de Cuyo w latach 2019–2023, biskup diecezjalny San Rafael w latach 2023–2025.

## Życiorys
Święcenia kapłańskie przyjął 13 marca 1993 w zakonie augustianów rekolektów. Był m.in. dyrektorem jednego z kolegiów zakonnych, wikariuszem i przełożonym argentyńskiej prowincji oraz prowincjałem w Hiszpanii (prowincja Santo Tomás de Villanueva).
22 kwietnia 2019 papież Franciszek mianował go biskupem pomocniczym diecezji San Juan de Cuyo oraz biskupem tytularnym Vita. Sakry udzielił mu 29 czerwca 2019 arcybiskup Jorge Eduardo Lozano.
11 lutego 2023 papież Franciszek przeniósł go na urząd biskupa diecezjalnego San Rafael. Rezygnacja z urzędu została przyjęta przez papieża 13 lutego 2025.